# Hamed Traorè
Hamed Junior Traorè (Abidjã, 16 de Fevereiro de 2000) é um futebolista marfinense que atua como meia-atacante. Atualmente é jogador do Auxerre, emprestado pelo Bournemouth.

## Carreira

### Empoli
Traorè fez sua estreia na Serie B pelo Empoli em 8 de outubro de 2017 em uma partida contra o Foggia. Em 26 de agosto de 2018, ele fez sua estreia na Serie A na derrota contra o Genoa, substituindo Miha Zajc aos 85 minutos.
Em 15 de janeiro de 2019, a Fiorentina fechou um acordo para contratar Traorè, permanecendo ele emprestado ao Empoli pelo restante da temporada. No entanto, no final da temporada, o presidente do Empoli, Fabrizio Corsi, anunciou que o acordo havia fracassado.

### Sassuolo
Em 12 de julho de 2019, Traorè ingressou no Sassuolo por um empréstimo de dois anos com opção de compra.
Depois de boas temporadas pelo clube, foi comprado permanentemente pelo Neroverdi para a temporada 2021-22.

### Bournemouth
Em 31 de janeiro de 2023, Traorè se juntou ao Bournemouth, da Premier League, em um empréstimo inicial até o final da temporada, com o acordo definido para se transformar em uma transferência permanente e incluindo um contrato de cinco anos. Em 16 de maio, o Bournemouth anunciou que a obrigação obrigatória de compra do jogador havia sido oficialmente ativada. 
Em dezembro de 2023, o técnico do Bournemouth, Andoni Iraola, confirmou publicamente que Traorè havia sido hospitalizado após ser diagnosticado com malária e que ele passaria por uma recuperação de longo prazo. No mês seguinte, após exames médicos em Roma, ele foi liberado para retornar ao treinamento completo.

#### Napoli
Em 17 de janeiro de 2024, Traorè retornou à Itália e se juntou ao clube da Serie A, o Napoli, por empréstimo, com uma opção de compra de €25 milhões.

#### Auxerre
Em 27 de agosto de 2024, o Auxerre, da Ligue 1, anunciou que havia concluído a contratação de Traorè do Bournemouth por empréstimo por um ano, sem cláusula de compra.

## Carreira internacional
Ele fez sua estreia pela seleção da Costa do Marfim em 6 de setembro de 2021 em uma partida pelas eliminatórias da Copa do Mundo contra Camarões, uma vitória em casa por 2-1. Ele substituiu Jérémie Boga aos 69 minutos.